# 馬鍾山
馬 鍾山（マ・ジョンソン、朝鮮語: 마종선）は、朝鮮民主主義人民共和国の政治家。化学工業相、朝鮮労働党中央委員会委員などを歴任した。

## 経歴
朝鮮労働党第8回党大会以前の経歴は不明である。2021年1月5日から開催された朝鮮労働党第8次大会で朝鮮労働党中央委員会委員に選出され、1月17日に開催された最高人民会議第14期第4回会議で化学工業相に任命された。同年2月10日に開催された朝鮮労働党中央委員会第8期第2回総会第3日会議で討論に出た。
2022年12月26日から開催された朝鮮労働党中央委員会第8期第6回総会拡大会議で化学工業相を解任された。